# Simone Buchanan
Simone Buchanan est une actrice australienne née le 11 mars 1968 à Marrickville en Australie.

## Filmographie
- 1978 : A Good Thing Going (TV) : Cathy Harris
- 1979 : My Brilliant Career : Mary Anne
- 1980 : Secret Valley (série TV) : Simone
- 1981 : Doctors & Nurses : Jane Gilmour
- 1981 : Run Rebecca, Run! : Rebecca
- 1982 : The Mystery at Castle House : Kate
- 1982 : Runaway Island (série TV) : Jemma McLeod
- 1983 : Carson's Law (série TV)
- 1984 : High Country (film) : Debbie Lomax
- 1985 : The Flying Doctors (feuilleton TV) : Rebecca Owens
- 1982 : Filles et garçons ("Sons and Daughters") (série TV) : Donna Jackson  /  Palmer (unknown episodes, 1985)
- 1986 : Run Chrissie Run! : Cathy
- 1986 : Platypus Cove : Jenny Nelson
- 1987 : Shame : Lizzie Curtis
- 1993 : R.F.D.S. (série TV) : Rebecca Owens
- 1996 : Pacific Beach ("Pacific Drive") (série TV) : Laura Harris / Anna Dodwell (1995-1997)
- 2005 : Forced Entry : Julie
- 2005 : Push : Susan
- 2013 : Patrick de Mark Hartley : La mère de Patrick